# Linguagem erudita
A linguagem erudita é um conjunto de práticas linguísticas que representa a locução de um idioma na sua forma mais rebuscada ou requintada possível, sendo uma opositora da linguagem coloquial e, em certos casos, até mesmo da norma-padrão. Na modernidade, a linguagem erudita e a linguagem popular são dois aspectos da variação sociolinguística relacionados à classe social, ao nível de escolaridade dos usuários como também ao registro utilizado em cada situação de comunicação. A linguagem erudita, de certa forma, elitiza o uso do idioma e implica na incompreensão da sociedade em geral, sendo uma característica por exemplo, de grupos neofascistas e extremistas, bem como de governos autoritários.